# So In Love
So In Love – debiutancki album studyjny amerykańskiego pianisty jazzowego Andrew Hilla, wydany z numerem katalogowym W 2002 w 1960 roku przez Warwick Records.

## Lista utworów
Opracowano na podstawie materiału źródłowego.
Wydanie LP
Strona A
| Nr | Tytuł utworu    | Muzyka                                                | Długość |
| -- | --------------- | ----------------------------------------------------- | ------- |
| 1. | „So In Love”    | Cole Porter                                           | 6:15    |
| 2. | „Chiconga”      | Andrew Hill                                           | 3:25    |
| 3. | „Body and Soul” | Frank Eyton, Johnny Green, Edward Heyman, Robert Sour | 4:31    |
|    |                 |                                                       | 14:11   |

Strona B
| Nr | Tytuł utworu      | Muzyka                          | Długość |
| -- | ----------------- | ------------------------------- | ------- |
| 1. | „Old Devil Moon”  | E.Y. „Yip” Harburg, Burton Lane | 5:20    |
| 2. | „Spring is Here”  | Lorenz Hart, Richard Rodgers    | 5:33    |
| 3. | „Penthouse Party” | Hill                            | 2:50    |
| 4. | „That’s All”      | Alan Brandt, Bob Haymes         | 3:24    |
|    |                   |                                 | 17:07   |

## Twórcy
Opracowano na podstawie materiału źródłowego.
Muzycy:
- Andrew Hill – fortepian
- Malachi Favors – kontrabas
- James Slaughter – perkusja

Produkcja:
- Fred Mendelsohn – produkcja muzyczna